# Florea Lupu
Florea Lupu sau Lupul (în germană Florian Lupu; n. 1864, Volcineț, Cernăuți, Cernăuți, Ucraina – d. 28 ianuarie 1939, Cernăuți, România) a fost un politician, jurnalist și avocat român din Bucovina. 

## Biografie
Lupu s-a născut în 1864 în Volcineț, azi în Ucraina. Tatăl său era fermier. Și-a realizat studiile pre-universitare la Cernăuți și Rădăuți. A studiat dreptul la Universitatea din Cernăuți, lucrând ulterior ca avocat și judecător. S-a implicat ulterior în mișcarea națională a românilor bucovineni, fiind ales deputat în Dieta Bucovinei. 
La începutul secolului al XX-lea, a devenit membru al Partidul Țărănesc Democrat din Bucovina, condus de Aurel Onciul. A fost unul dintre colaboratorii acestuia, fiind chiar și cumnatul său. În 1901 a fost ales membru al Consiliului Imperial, funcție din care s-a retras în 1905, demisia sa fiind anunțată de Constantin Isopescu-Grecul. În ciuda viziunii proaustriece a PȚD (în special a lui Onciul), Lupu, în calitate de delegat la Congresul General al Bucovinei, a votat unirea Bucovinei cu România.
După unire, din cauza problemelor cu autoritățile române, Onciul și-a dat demisia din fruntea Partidului Țărănesc Democrat, fiind succedat de Lupu. Acesta a fuzionat ulterior cu Partidul Democrat al Unirii condus de istoricul Ion Nistor, Lupu devenind astfel deputat în Parlamentul României. Acesta s-a retras din viața politică, devenind notar în 1930. 
A decedat pe 28 ianuarie 1939 la Cernăuți.